# Enter the Dubstep 2
Albums de Brand Nubian
Time's Runnin' Out
(2007)
Enter the Dubstep 2 est une compilation de Brand Nubian, sortie le 21 décembre 2010.
Cet album contient des titres de Brand Nubian remixés version dubstep.

## Liste des titres
| No  | Titre                                                 | Contient un (des) sample(s) de | Durée |
| --- | ----------------------------------------------------- | ------------------------------ | ----- |
| 1.  | Bounce [Hellfire Machina Remix] (featuring Kid Capri) |                                | 5:32  |
| 2.  | The Future [Lenny Dee & Nebula Remix]                 |                                | 4:55  |
| 3.  | How Long? [Dem Soul Remix]                            |                                | 6:25  |
| 4.  | Dopestep (featuring Petey Green)                      |                                | 4:10  |
| 5.  | Get Crackin' [Hellfire Machina Remix]                 |                                | 5:29  |
| 6.  | Revolution [Lenny Dee & Code of Arms Remix]           |                                | 4:38  |
| 7.  | Just Don't Learn [Nebulla Remix]                      |                                | 4:15  |
| 8.  | Supreme Mathematics [Hellfire Machina Remix]          |                                | 4:44  |
| 9.  | Soldier's Story                                       |                                | 4:13  |
| 10. | Corners [Lenny Dee & Nebulla Remix]                   |                                | 5:35  |
| 11. | Slow Down [Hellfire Machina Remix]                    | Slow Down de Brand Nubian      | 5:29  |
| 12. | Get That Money                                        |                                | 4:17  |